# Молодёжный (Никольский район)
Молодёжный — посёлок в Никольском районе Вологодской области.
Входит в состав Краснополянского сельского поселения (с 1 января 2006 года по 1 апреля 2013 года входил в Полежаевское сельское поселение), с точки зрения административно-территориального деления — в Полежаевский сельсовет.
Расстояние до районного центра Никольска по автодороге — 24 км. Ближайшие населённые пункты — Елховецкий, Красное Зведение, Карныш.

## История
В 1966 г. указом президиума ВС РСФСР поселок комсомольско-молодежного лесоучастка переименован в Молодёжный.

## Население
| 2010 |
| ---- |
| 161  |